# Échelle de Fujita
L’échelle de Fujita, également connue sous le nom d’échelle de Fujita-Pearson, est une échelle servant à classer les tornades par ordre de gravité, en fonction des dégâts qu'elles occasionnent. Elle a été élaborée en 1971 par Ted Fujita de l'Université de Chicago, qui était à l'époque l'expert le plus renommé dans le domaine, en collaboration avec le météorologue Allen Pearson, chef du National Severe Storms Forecast Center (centre de prévision des orages violents) aux États-Unis. Elle fut immédiatement adoptée par la communauté scientifique et météorologique. Elle fut cependant remplacée en 2007 par l'échelle de Fujita améliorée qui fut adoptée pour pallier certaines incertitudes de l'originale.

## Méthode de classification
La classification d'une tornade est effectuée par des météorologistes et des ingénieurs, qui interviennent une fois que la tornade est passée, après étude des dégâts, des marques sur le sol, des enregistrements radars, des enregistrements vidéo, des témoignages mais aussi des études photogrammétriques et vidéogrammétriques. Elle ne symbolise donc pas l'intensité de la tornade au moment de son passage, mais sa gravité en fonction des dégâts qu'elle a occasionnés.

## Échelle de Fujita originale
Theodore Fujita a initié le concept d'enquêtes in situ des dommages causés par les tornades. Son étude d'une tornade à Fargo, Dakota du Nord, le 20 juin 1957 a démontré que l'évaluation systématique des dommages pouvait permettre de déterminer les caractéristiques du flux d'air dans l'orage et son environnement immédiat. Fujita et Allen Pearson ont poursuivi ces analyses qui ont conduit au développement de l'échelle de Fujita en 1971 et adopté rapidement par le National Weather Service américain. L'échelle incluait non seulement les dégâts mais aussi la largeur et de longueur de corridor de débris,.
L'échelle de Fujita originale est constituée de 6 catégories, graduées de F0 à F5, auxquelles s'ajoutent des catégories théoriques, jamais rencontrées, qui vont de F6 à F12. Les vitesses de vents communiquées dans cette échelle correspondent à une estimation des vents nécessaires pour produire de tels dégâts, elles ne sont donc fournies qu'à titre indicatif, aucune corrélation entre la vitesse des vents et les dégâts n'ayant jamais été effectuée. Ces vitesses représentent la vitesse moyenne des vents au sein de la tornade à 10 mètres d'altitude en terrain plat et découvert, ce qui n'exclut pas l'existence de vents plus forts pendant de courtes durées.
| Catégorie | Vents km/h (Arrondis) | Fréquence | Dégâts possibles | Dégâts possibles |
| F0        | 60-120                | 82 %      | Dégâts légers : certains dommages sont subis par les cheminées, les antennes de télévision, les bardeaux, les arbres, les enseignes et les fenêtres. |                  |
| F1        | 120-180               | 11 %      | Dégâts modérés : les automobiles sont renversées, les abris pour automobiles détruits et les arbres déracinés. |                  |
| F2        | 180-250               | 4 %       | Dégâts importants : les toits sont arrachés par le vent, les hangars et les dépendances sont démolies et les maisons mobiles sont renversées. |                  |
| F3        | 250-330               | 1,8 %     | Dégâts considérables : les murs extérieurs et les toits sont projetés dans les airs, les maisons et les bâtiments de métal s'effondrent ou subissent des dégâts importants, les forêts et les récoltes sont abattues. |                  |
| F4        | 330-420               | 0,9 %     | Dégâts dévastateurs : même dans les habitations solides, l'essentiel des murs, sinon tous, s'effondrent ; tels des missiles, de gros objets en acier ou en béton sont projetés à grandes distances. |                  |
| F5        | 420-510               | 0,3 %     | Dégâts incroyables : les maisons sont rasées ou projetées sur de grandes distances. Les tornades F5 peuvent causer des dommages très importants à de grosses structures telles que les écoles et les motels et peuvent arracher les murs extérieurs et les toits (parfois surnommé « le doigt de Dieu » (« finger of god »)). |                  |
| F6 à F12  | 510 – mur du son      | < 0,001 % | Catégories théoriques. Dégâts incommensurables. Cependant, les dégâts d'une telle tornade ne pourraient probablement pas être distingués d'une autre de force F5, notamment parce que la majorité des dégâts seraient occasionnés par la périphérie de la tornade, bien avant que le cône étroit de force F6 à F12 atteigne les zones concernées, et ce, pendant une très courte période de surcroît, mais aussi parce que certains projectiles, comme des voitures transformées en missiles, produiraient des dégâts secondaires qui seraient quant à eux classés dans des catégories inférieures. |                  |

## Limitations

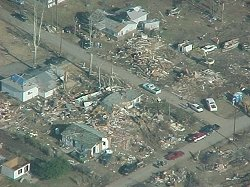
Dégâts occasionnés par une tornade F4.

Très tôt, l'échelle de Fujita a accusé certaines limitations, comme le fait qu'elle ne tient pas compte des matériaux employés ou de la qualité de construction des structures endommagées, ou encore qu'elle se contente d'un trop petit nombre d'indicateurs, au point que dans certains cas, ces indicateurs sont simplifiés à l'extrême. Le fait que des fondations aient été balayées classe d'office une tornade en catégorie F5, sans pour autant tenir compte du type de structure, ni de la vitesse de déplacement horizontal de la tornade. De plus, l'échelle étant basée sur les dégâts occasionnés, le classement de la tornade dépend largement de la densité de population vivant dans la zone touchée.
Il est arrivé aussi que des tornades ayant des vitesses de vents potentiellement supérieures à une F5 furent tout de même classées dans cette catégorie, raison pour laquelle aucune tornade n'a été enregistrée dans une catégorie supérieure à ce jour. Ceci s'explique en raison des contraintes physiques, mais aussi de la résolution du matériel de mesure du vent utilisé.
La raison principale est cependant le fait qu'une tornade de force F6 ou supérieure ne serait pas réellement distinguable d'une autre de force F5, notamment parce que la majorité des dégâts seraient occasionnés par la périphérie de la tornade, bien avant que le cône étroit de plus grande force atteigne les zones concernées, et ce pendant une très courte période de surcroît. De nombreuses études ont également montré que l'échelle de Fujita surestime la vitesse des vents dans les catégories F3, F4 et F5. Les vents d'une hypothétique tornade de force F12 atteindraient le mur du son.

## Échelle de Fujita améliorée
En raison des limitations de l'échelle de Fujita originelle, des scientifiques et des experts ont travaillé à établir une nouvelle version améliorée de 2000 à 2004. Elle a été dévoilée par le National Weather Service américain en 2006 et se fonde désormais sur 28 indicateurs de dégâts, qui tient compte des types de bâtiments ou de structure, des matériaux employés, ainsi que de la qualité de construction, et qui comporte un plus grand nombre de graduations. Elle a été implantée opérationnellement le 1er février 2007.

## Autre échelle
Il existe également une autre échelle pour classer l'intensité des tornades, l'échelle de TORRO (aussi appelée T-Scale), créée par le physicien Terence Meaden en 1972. Basée sur la vitesse réelle du vent, elle est en relation directe avec l'échelle de Beaufort et comporte 11 niveaux (T0 à T10).